# Peter Eng
Peter Eng (* 21. Mai 1892 als Peter Engelmann in Olmütz, Österreich-Ungarn; † März 1939 ebenda) war ein österreichischer Karikaturist und Trickfilmzeichner.
Neben Ladislaus Tuszyński und Louis Seel zählte er zu den drei aktivsten Trickfilmzeichnern des österreichischen Stummfilms – der einzigen Ära der österreichischen Filmgeschichte mit nennenswertem Trickfilmschaffen.

## Leben
Peter Engelmann war der zweite Sohn des Kaufmanns Max Engelmann (1856–) und der Ernestine Engelmann, geb. Brecher (1866–1942). Ein Bruder seiner Mutter war der Psychoanalytiker Guido Brecher. Sein Bruder Paul Engelmann (1891–1965) wurde Architekt, seine Schwester Anny Engelmann (1897–1942) wurde Kinderbuchillustratorin.
Peter Eng wuchs in Wien auf und verbrachte einen Teil seiner Jugend in den Vereinigten Staaten. Nach Absolvierung seiner Ausbildung war Eng als „akademischer Maler“ hauptberuflich Karikaturist und Illustrator. Weiters war er Verfasser von Humoresken und Satiren und Mitarbeiter der Fachzeitschrift „Filmwelt“.
Im Dezember 1919 heiratete er die Malerin und Karikaturistin Anna Pölz.
Über sein Schaffen nach 1929 ist nur noch wenig bekannt. Auch sein Schicksal lag lange Zeit im Dunkeln. Bereits 1938 sollen er mit seiner Frau versucht haben, in Palästina Fuß zu fassen, kehrten aber wieder in die Tschechoslowakei zurück. Dann planten die beiden die Auswanderung in die USA – jedoch dürften die benötigten Dokumente nicht rechtzeitig eingetroffen sein. Am Tag des Einmarsches der Deutschen Wehrmacht in die (restliche) Tschechoslowakei im März 1939 nahmen sich die beiden das Leben.

## Wirken
Als Karikaturist war Peter Eng für seine „Wiener Typen“ bekannt – Personen also, denen als typisch wienerisch empfundene Eigenheiten und Äußerlichkeiten anzusehen waren. Textbeiträge zu seinen Zeichnungen waren häufig im Wienerischen gehalten. Stilistisch war er dem Realismus abgeneigt. Er wollte keine Illusion der ohnehin allgegenwärtigen Wirklichkeit bemühen und bevorzugte einfache und skizzierte Figuren. All dies trifft auch auf sein filmisches Schaffen zu.

### Illustrationen, Karikaturen und Schriften
In der Zeit vor 1920 war Eng als Zeichner unter anderem für den Evening Telegraph in Philadelphia sowie für Zeitungen und Zeitschriften in München, Kopenhagen, Berlin und Nordamerika tätig. Mit Anna Pölz fertigte er zwischen 1919 und 1922 Zeichnungen für die Satirezeitschrift Muskete an. 1919 verfasste er auch die satirische Auseinandersetzung mit Arthur Schopenhauer: Die Welt als Unwille. Er fertigte zahlreiche Karikaturen vom Olmützer Kreis um Ludwig Wittgenstein an, die allesamt während der Zeit des Nationalsozialismus verloren gingen.
In den 1920er-Jahren schuf er zahlreiche Werbeplakate, von denen einige im Museum für Angewandte Kunst in Wien erhalten sind. Darüber hinaus illustrierte er Anzeigenserien und Werbe-Trickfilme. Große Bekanntheit erlangte eine von ihm illustrierte Werbeserie für die Wiener Verkehrsbetriebe, in der die Wiener auf humoristische Weise zur vermehrten Nutzung von Autobussen und zu rücksichtsvollerem Verhalten in den öffentlichen Verkehrsmitteln bewegt werden sollten. Eine Serie beinhaltete offenbar eine abschätzige Karikatur eines bekannten Stadtpolitikers und mussten nach einem Skandal über Nacht abmontiert werden. Die erste Serie erschien 1925, die zweite um 1928/29.
In den 1930er Jahren veröffentlichte Eng verschiedene Karikaturen in dem Magazin „Mocca“, des jüdisch-österreichischen Verlegers Karl Rob (eigentlich Robitschek), das im Juli 1938 arisiert wurde.

### Trickfilm
Eigenen Angaben zufolge konnte Eng schon 1920 auf 80 Trickfilme verweisen, die er für die Sascha, Filmag und Astoria Film gezeichnet hatte.
Auf der vom 4. bis 29. Mai 1921 abgehaltenen Kinomesse in Wien war Eng als Representant einer Filmgesellschaft mit einem Pavillon vertreten. Er karikierte interessierte Besucher und fertigte daraus kurze Trickfilme, die er am darauffolgenden Tag vorführte. Das Pavillon selbst war mit von ihm entworfenen Figuren dekoriert.
Von seinem filmischen Werk ist heute nur noch wenig erhalten. Das Wenige liegen im Filmarchiv Austria vor.

## Filmografie
Das filmische Schaffen Peter Engs ist bisher kaum erforscht. Nur wenige Filme wurden ihm bisher nachgewiesen:
- 1919: Die Entfettungskur (Produktion: Filmag, D)[7]
- ca. 1922: Der geistige Arbeiter

Im Bestand des Filmarchiv Austria:
- 1921: Die Entdeckung Wiens am Nordpol (zugeschrieben), 35 mm stumm, 140 Meter
- 1925: Ja, warum fahrns denn net? (Propagandafilm der Gemeinde Wien-Städtische Straßenbahnen), coloriert
- 1926: Lerne Schwimmen, 44,4 Meter
- 1926: Schillers Räuber, 56 Meter
- 1929: Ihm geht's an den Kragen. Ein Tanzfilm von Peter Eng, 88 Meter